# Гірський кришталь (фільм)
Гірський кришталь (англ. Rhinestone) — американська музична комедія 1984 року.

## Сюжет
Найпопулярнійша виконавиця пісень у стилі кантрі Джейк Ферріс оголошує на всю країну, що з будь-кого, навіть самого безголосого чоловіка, вона може зробити співака. І вона вибирає нью-йоркського таксиста Ніка Мартінеллі. Один з нічних клубів міста призначає дату, коли відбудеться дебют Ніка. І Джейк приймається за підготовку свого протеже.

## У ролях
- Сільвестр Сталлоне — Нік
- Доллі Партон — Джейк Ферріс
- Річард Фарнсворт — Ной Ферріс
- Рон Лейбмен — Фредді Уго
- Тім Томерсон — Барнетт Кале
- Стів Пек — батько
- Пенні Сантон — мати
- Рассел Б'юкенен — Елгарт
- Річ Брінклі — Люк
- Джеррі Поттер — Волт